# Promețiu
Promețiu (simbol Pm) este elementul chimic cu numărul atomic 61. A fost descoperit de Jacob A. Marinsky Lawrence E. Glendenin în 1945. Este cel mai rar element din clasa lantanidelor, deoarece nu poate fi găsit în natură. 

## Caracteristici
- Masa atomică: 146,9151 g/mol
- Densitatea la 20 °C: 7,22 g/cm³
- Punctul de topire: 1080 °C
- Punctul de fierbere: 2730 °C